# 무궁화
무궁화(無窮花, Hibiscus syriacus, Rose of Sharon)는 아욱과의 낙엽 활엽 관목으로, 높이 3~4m까지 자란다. 잎은 달걀 모양이나 마름모꼴로 가장자리에 톱니가 있거나 세 갈래로 갈라져 있으며 어긋난다. 7월부터 9월까지 넓은 종 모양의 꽃이 주로 새로운 가지의 잎겨드랑이에 하나씩 달려서 핀다. 대한민국에서는 관습헌법에 의해 국화(國花)로 여겨진다. 중국·인도가 원산지로 알려졌으며, 세계 여러 곳에서 가꾸어지고 있다. 대한민국에서 주로 중부 이남에 분포한다.
무궁화의 한자는 無(없을 무), 窮(궁할 궁), 花(꽃 화)로, ‘궁핍없이 오래가는 꽃’으로 해석되며, 이는 궁핍한 생활 없이 풍족하고 행복하게 오래 살고자 하는 우리 민족의 바람이 담겨져 있다.

## 형태

### 줄기와 잎
작은키나무로, 2~4미터의 높이에 팔목 정도의 굵기로 자란다. 줄기는 흰빛이 도는 회색을 띠고 있으며, 어린 가지에 있는 털은 자라면서 점차 없어진다. 달걀 모양 또는 마름모형 달걀 모양인 잎은 어긋나며, 세 갈래로 얕게 갈라진다. 잎자루는 짧고, 잎 가장자리에는 고르지 않은 톱니가 있다.

### 꽃
꽃은 7월 초부터 10월 중순까지 개화하며 새로 자란 가지의 잎겨드랑이에서 한 송이씩 핀다. 대부분의 품종은 이른 새벽에 꽃이 새로 피었다가 오후에는 오므라들기 시작하고 해질 무렵에는 꽃이 떨어지기를 반복하지만 반겹꽃이나 겹꽃 계통에 속하는 일부 품종의 경우 2~3일간 피어있기도 한다. 꽃의 모양은 대부분 종 모양으로 생겼으며 꽃자루는 짧은 편이다.:7
꽃 색깔은 붉은색, 분홍색, 연분홍색, 보라색, 자주색, 파란색, 흰색 등 다양하다. 꽃잎에는 보통 밑부분에 단심이라고 하여 색이 더 짙은 부분이 있는데, 이 곳에서 바깥쪽으로 같은 색깔의 선들이 뻗고 있다. 긴 타원형 열매는 방이 다섯 개로 나뉘며 완전히 익으면 갈라져서 씨를 퍼뜨린다. 씨는 편평하며 긴 털이 있다.

#### 구분
꽃잎의 모양에 따라 보통 홑꽃, 반겹꽃, 겹꽃으로 무궁화의 계통을 구분할 수 있다. 홑꽃은 5개의 꽃잎으로 이루어져 있고 완전한 형태의 암술과 수술을 갖추고 있으며 지름이 약 6~10cm이다. 반겹꽃은 수술이 속꽃잎으로 발달한 것이며, 겹꽃은 암술까지 모두 속꽃잎으로 발달한 것이다.:7, 10~11
꽃잎의 색깔에 따라 배달계, 단심계, 아사달계로 무궁화의 계통을 구분할 수도 있다. 단심계는 다시 백단심계, 적단심계, 자단심계, 청단심계로 구분할 수 있다.:11

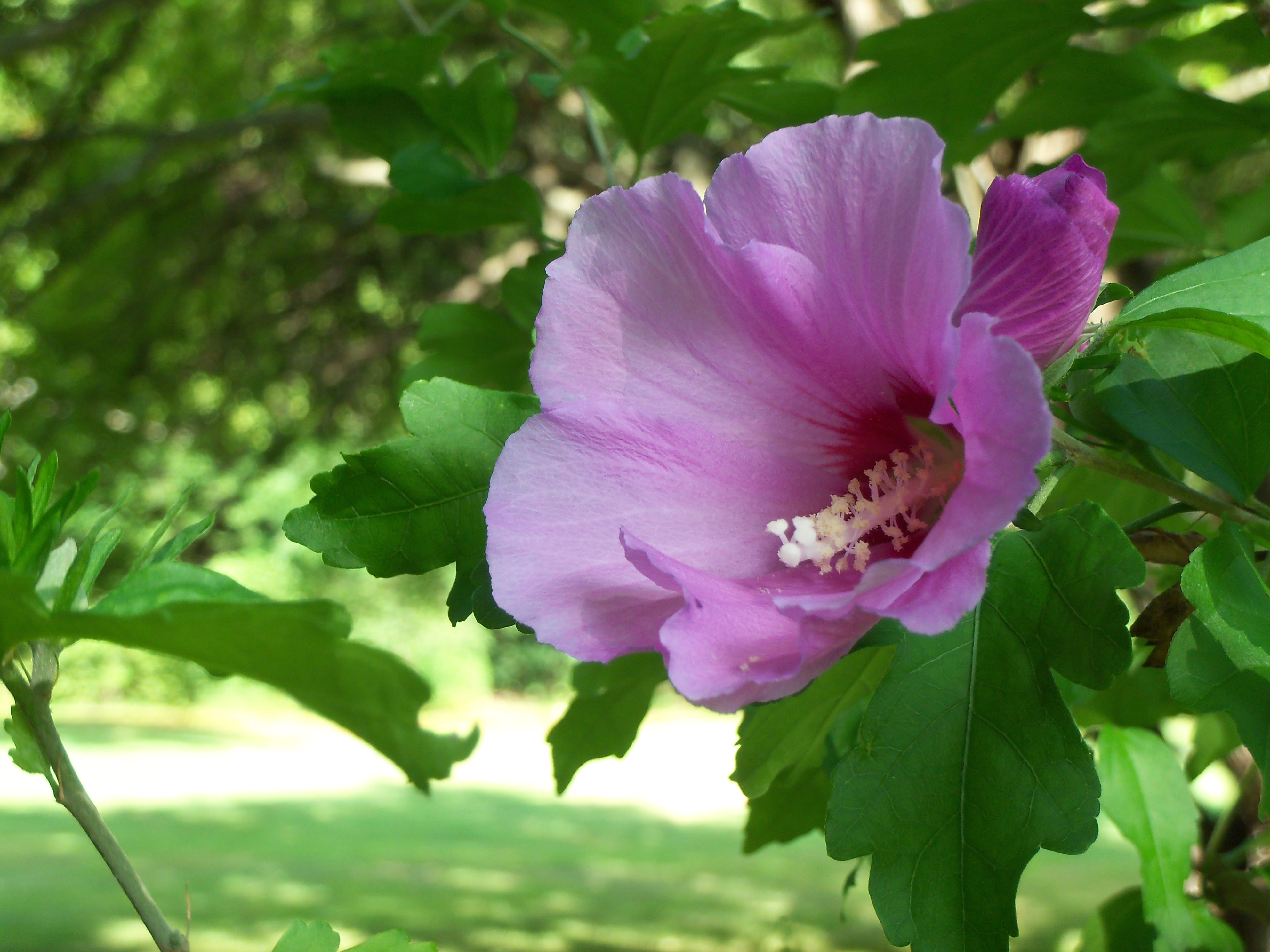
홍단심계
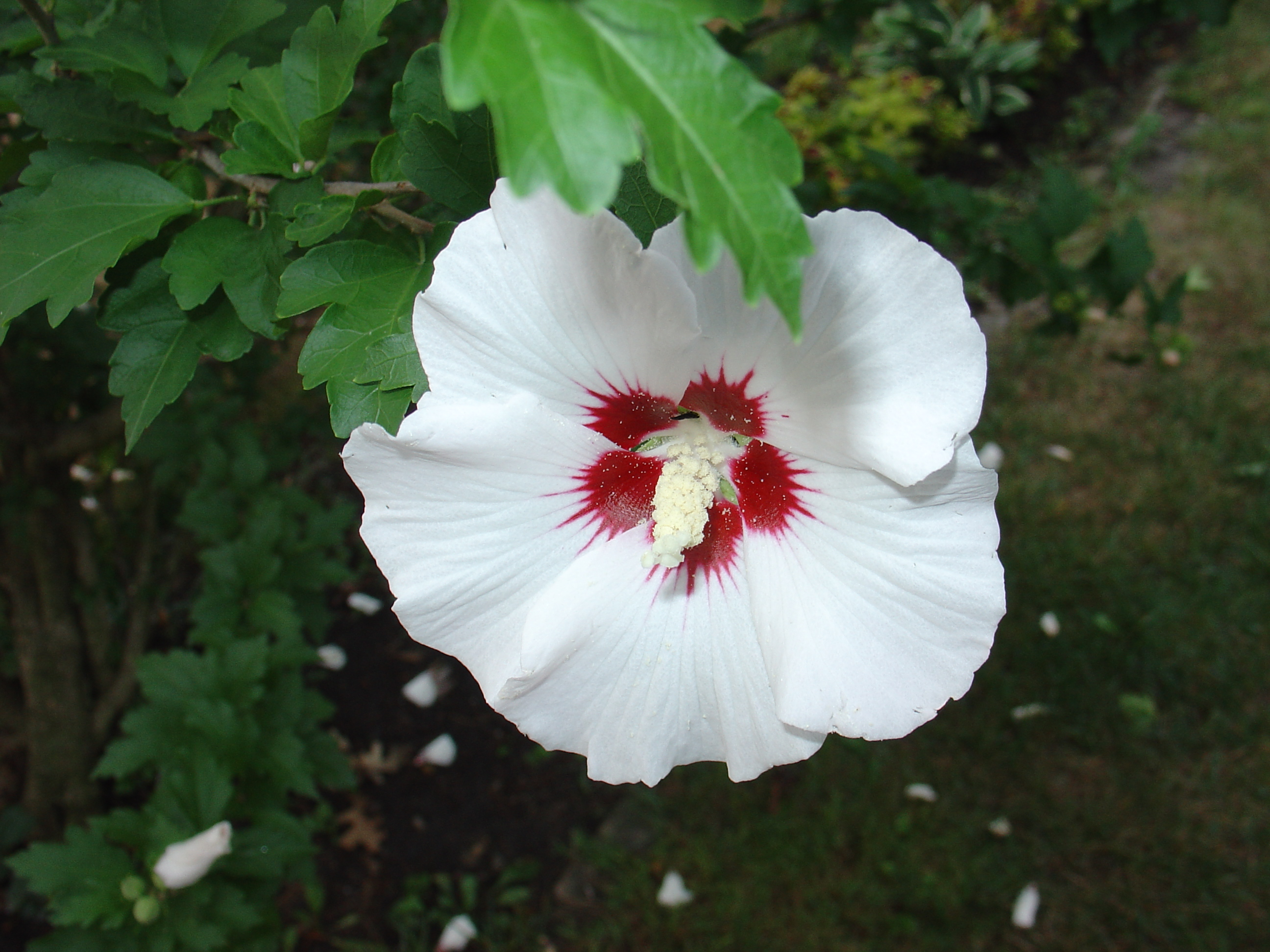
백단심계
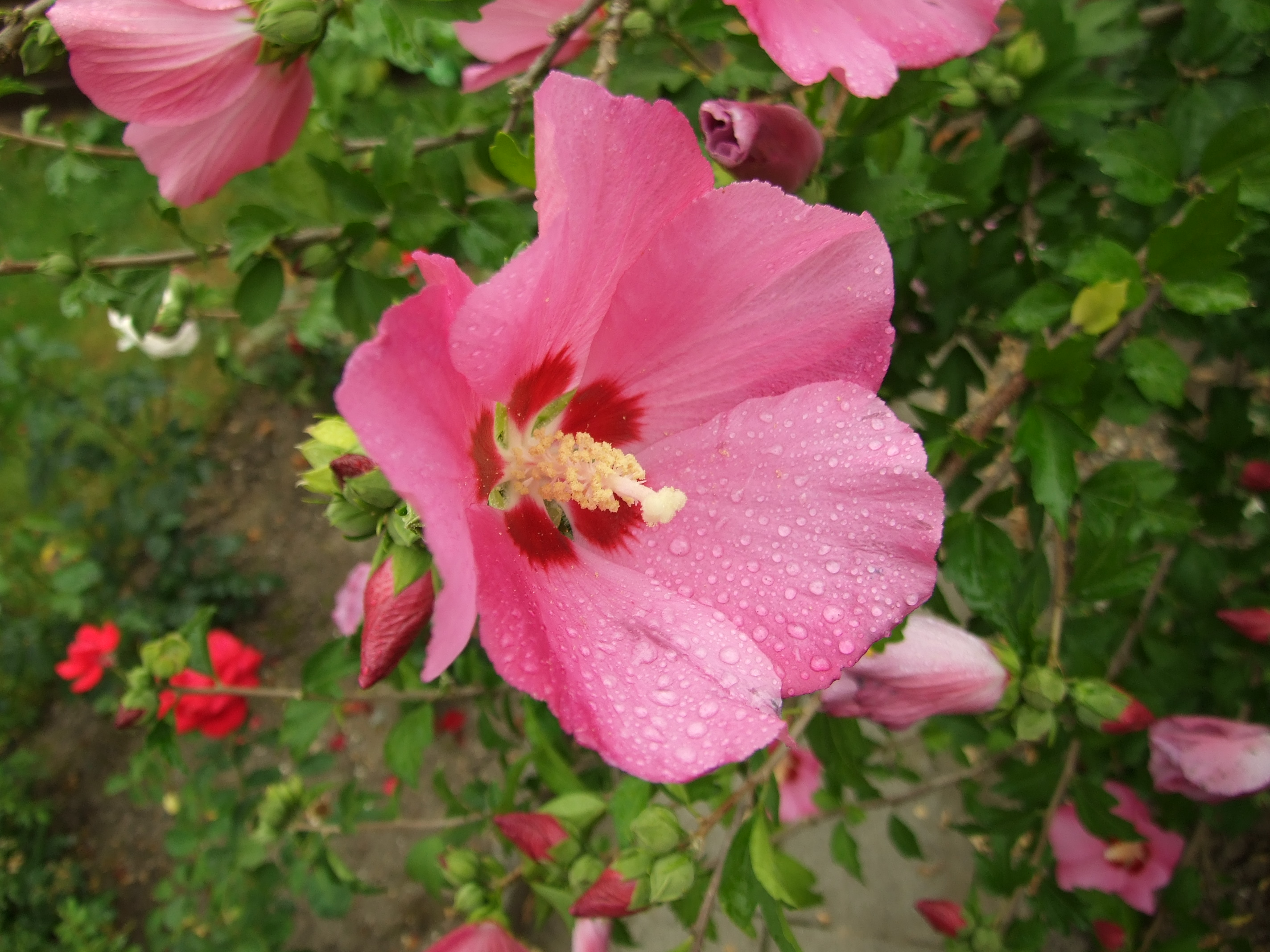
적단심계
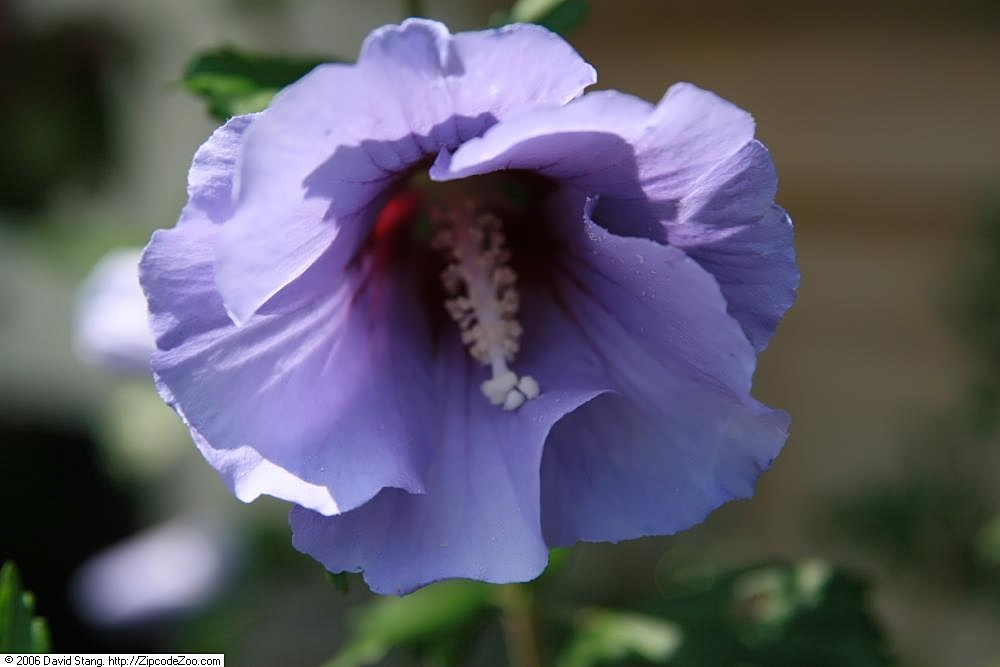
청단심계
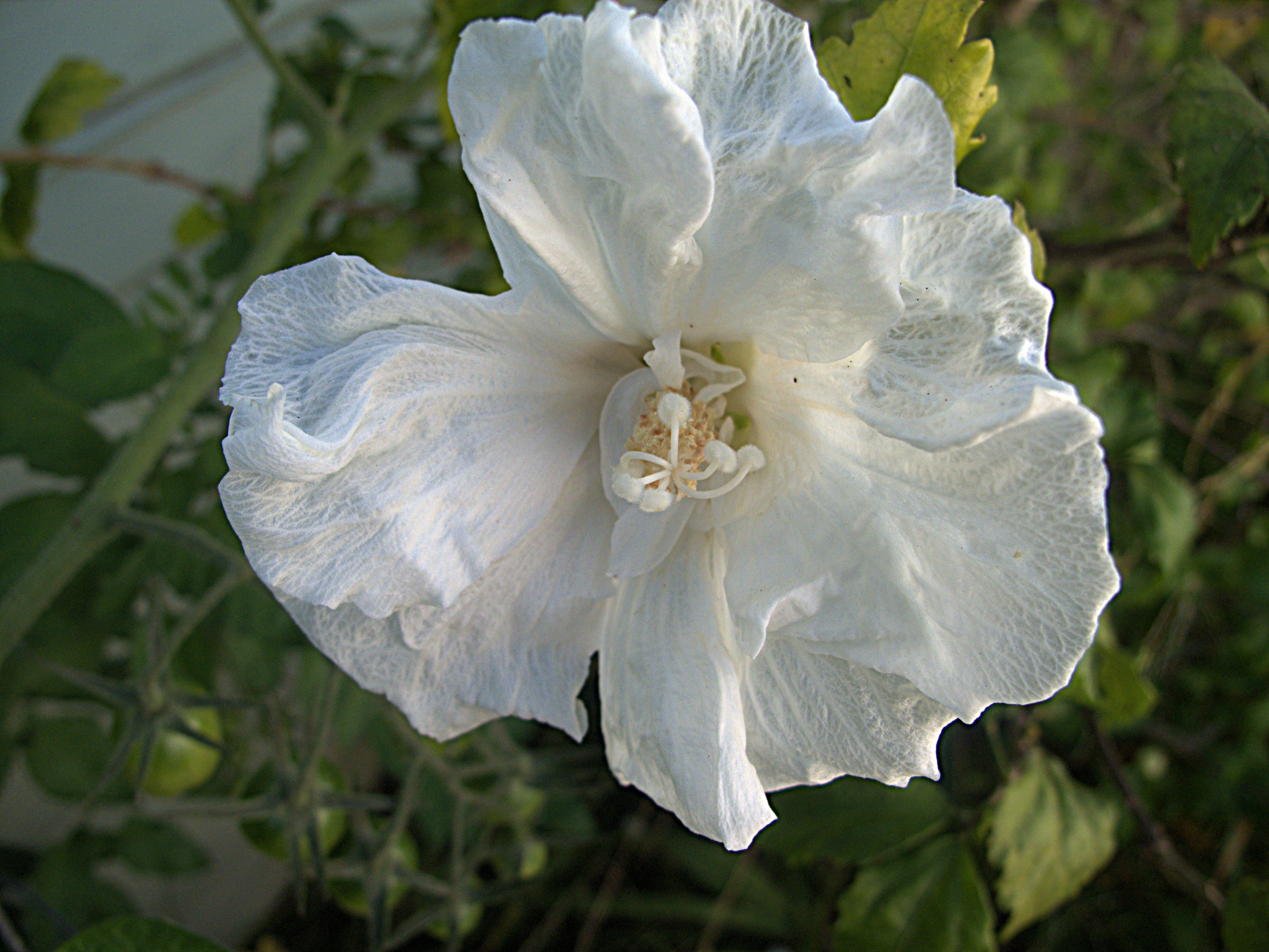
배달계
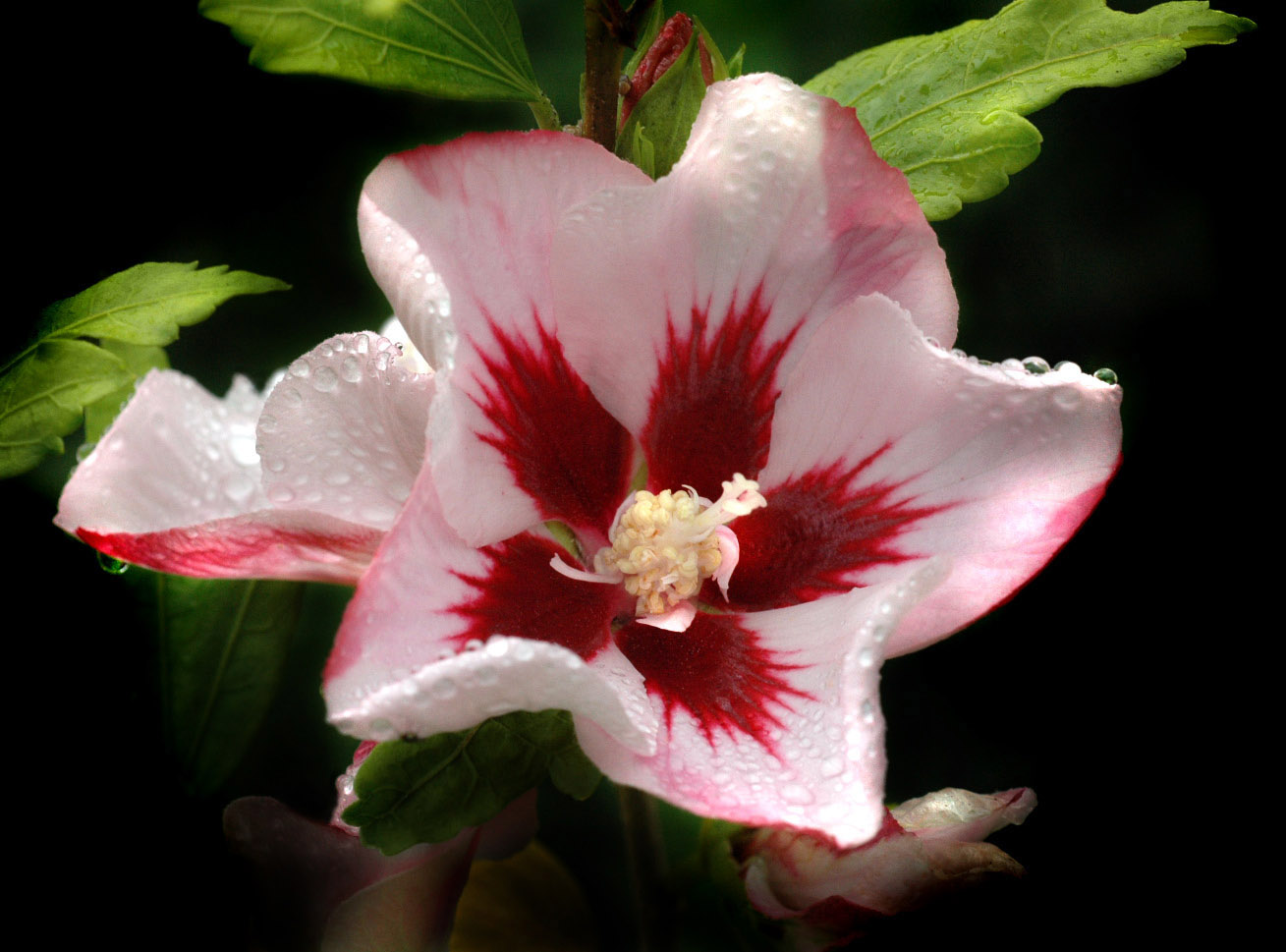
아사달계
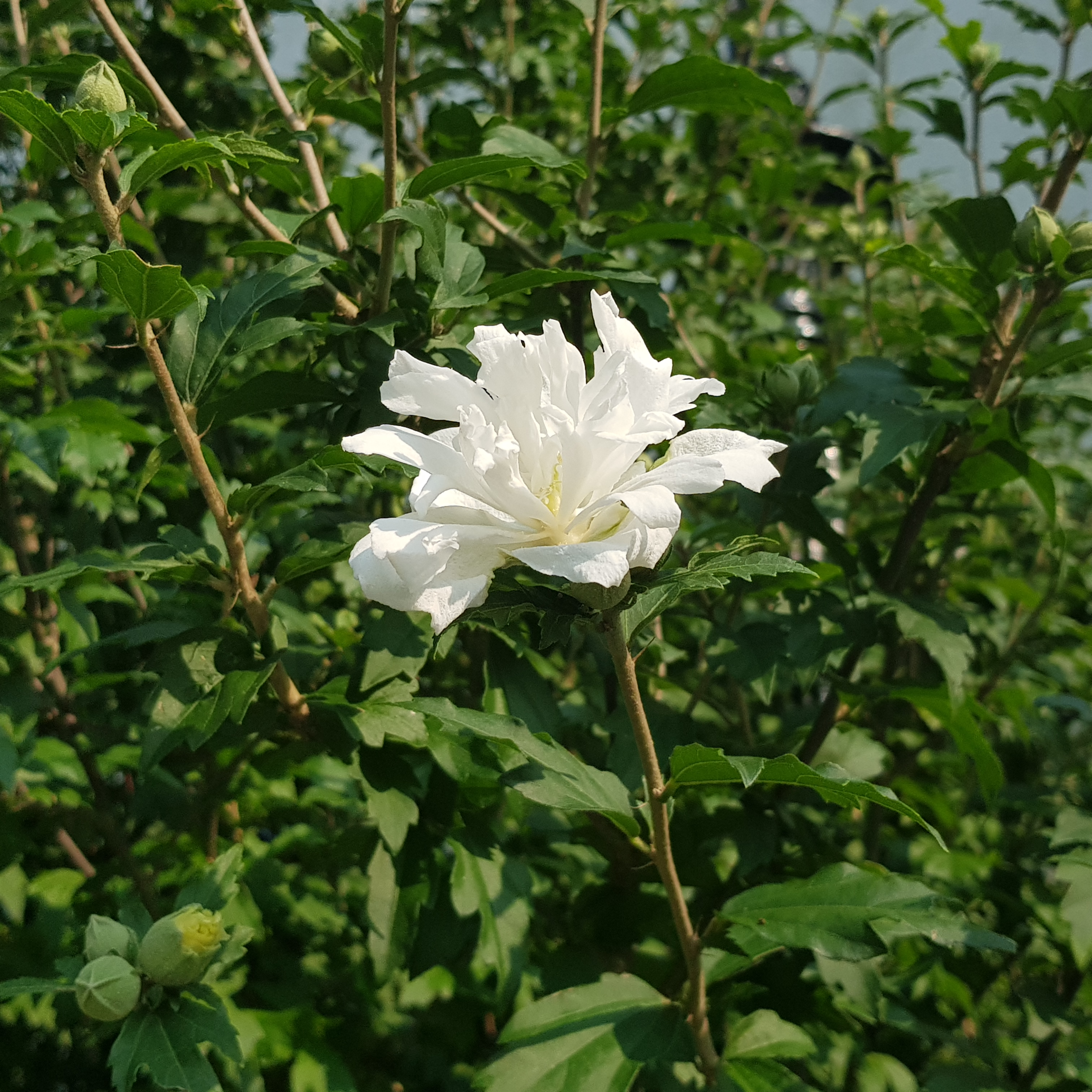
겹꽃

## 재배
날마다 새로운 꽃이 피어 신선한 모습을 자랑하며 추위에도 비교적 강한 편이다. 나무가 건강하기 때문에 특별히 환경이 좋은 곳이 아니더라도 잘 자란다. 따라서 뜰이 넓은 집 안이나 공공 건물의 화단에 심으면 좋다.
번식은 씨로도 하고 꺾꽂이로도 할 수 있다. 씨로 번식시킬 때는, 지난해에 받은 씨를 2 ~ 3월에 뿌린다. 꺾꽂이로 할 때는, 봄이 되어 싹트기 전에 묵은 가지를 10 ~ 15cm로 잘라서 꽂거나, 장마철에 그 해에 자란 가지를 잘라서 꽂는다. 꺾꽂이한 것은 모두 뿌리가 내린다. 뿌리가 내린 후 1 ~ 2년 지나서 원하는 곳에 옮겨 심는다. 무궁화는 곧게 자라는 성질이 있으므로 겨울 또는 봄에 가지를 치면 그 해에 자란 가지에 꽃이 피고 키가 커지는 것도 막을 수 있다.

### 생육 환경
근화는 열대 아열대에서 자라며 관상용으로 키울 때에는 집에서 생육이 가능하다. 목근은 난대성 수종으로 100여 년 전까지는 차령산맥 이남에서만 생육되었다가 점차 개량하여 휴전선 인근까지 생육이 가능하게 되었다. (여기에는 다른 의견과 기록이 있다. 차령산맥이남이 아니라 평양이라는 설. 백령도 연화리 무궁화는 백년이 넘었는데, 백령도가 차령산맥 이남에 있는 것도 아니다. 내 나이 칠십이 넘었는데, 어릴적에 수십년된 무궁화가 있었다. 이 동네 충남 예산은 차령산맥 이북이다. )

### 병충해
싹이 나올 무렵에는 진딧물이 많고, 5월 이후로 박쥐나방, 7월 이후로 무궁화밤나방(자벌레) 등의 충해가 있을 수 있다.

## 돌연변이
2006년 한국에서 종자에 방사선을 자극하여 만든 무궁화 꼬마가 탄생했다.이 돌연변이 무궁화는 크기가 3m나 되는 원래 무궁화보다 훨씬 작다.이 꽃의 크기는 30cm로 실내에서도 키울수있다.

## 쓰임새
무궁화는 대체로 관상용으로 이용하는 것이 보통이나, 다른 용도로의 사용도 가능하다. 무궁화의 겉껍질은 벗겨서 종이의 원료로 사용하며 말려서 약으로도 사용한다. 어린 잎은 식용하며 꽃과 잎은 차로 마실 수도 있다.

## 무궁화 추출물 (Extracts ofHibiscus syriacus)
무궁화 추출물은 대한민국의 국화로 잘 알려진 Hibiscus syriacus의 꽃잎, 잎, 뿌리, 새싹 등에서 추출한 생리활성 물질들을 총칭한다. 최근 무궁화에 함유된 다양한 천연 화합물들이 항산화, 항염증, 피부 보호 및 항노화 효과를 나타내는 것으로 밝혀지면서, 화장품, 건강기능식품, 두피 및 탈모 케어 제품 등의 원료로 주목받고 있다.

## 한국과의 관계

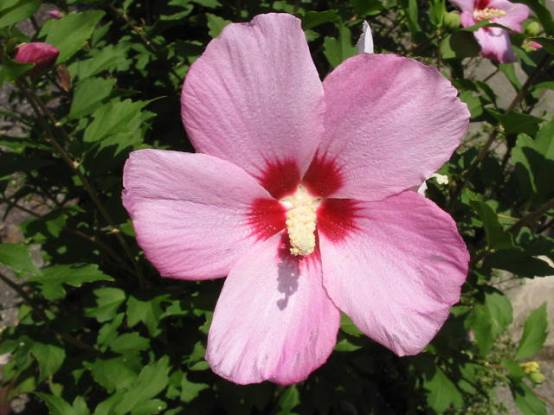
무궁화 (1)

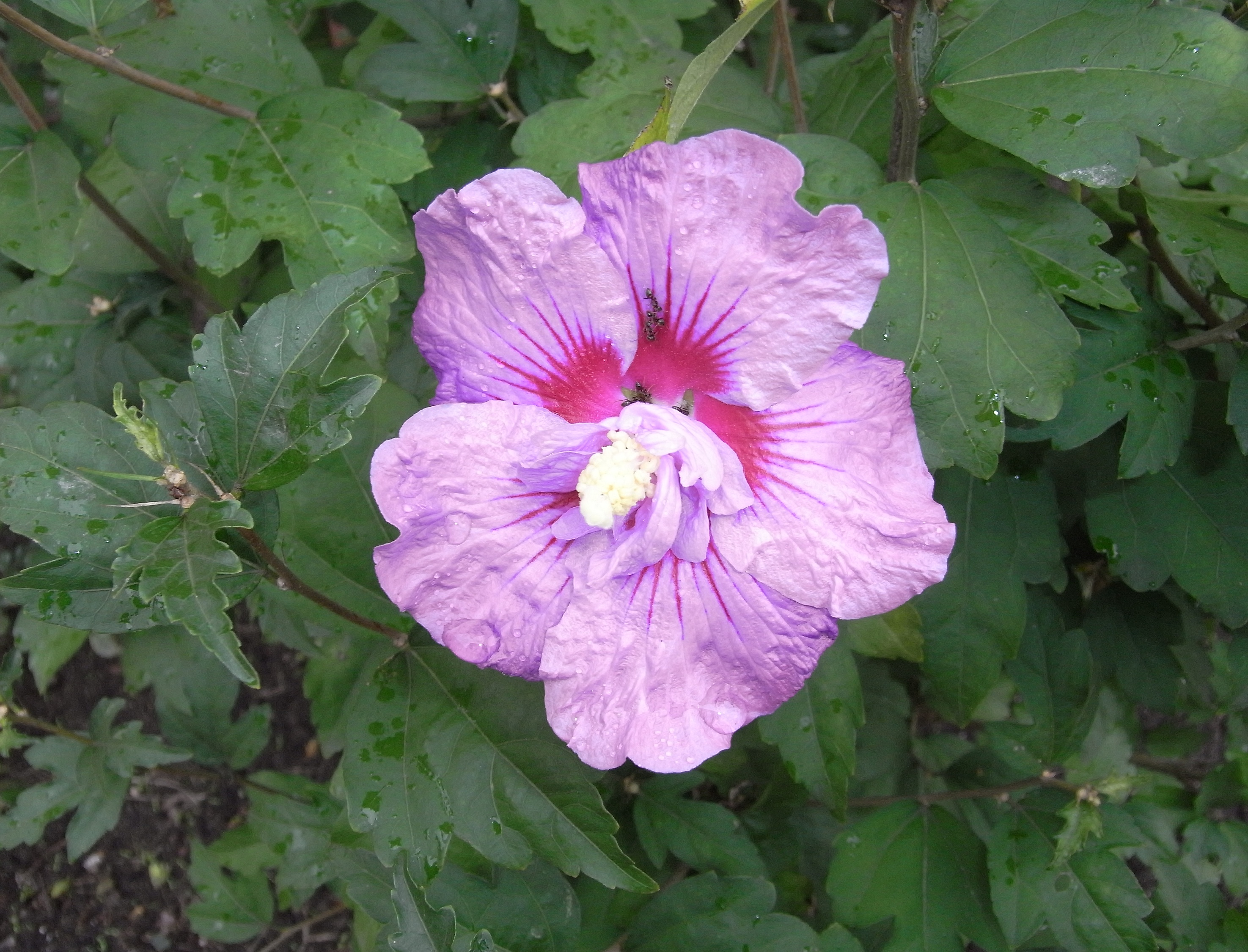
무궁화 (2)

- 하늘에 제사를 지내는 신단 둘레에 많이 심어져 신성시되기도 했다.[6][7]
- 《산해경》에서 언급된 '군자국'(君子國)에 관한 설명에 따르면, 무궁화는 '아침에 꽃이 피고 저녁에 꽃이 지는 훈화'로 소개되었다.
- 《산해경》제 9권 〈해외동경〉(海外東經)편에 ‘군자의 나라가 북방에 있다… 훈화초(무궁화)라는 식물이 있는데 아침에 나서 저녁에 죽는다(君子國在其北…有薰(菫)花草 朝生夕死)’라는 기록이 있다.[6][7]
- 중국 선진(先秦)시대에 저술된 것으로 추정되는 《산해경》은 ‘무궁화가 피고 지는 군자의 나라’로 지칭하였다.
- 최치원이 당나라에 보낸 외교문서에 '근화향'(槿花之鄕, '무궁화의 나라'라는 뜻)을 언급하였고,[8][9] 구당서 신라전(新羅傳)에도 신라를 '근화향'(槿花鄕)으로 소개하였다.
- AD 897년 신라 효공왕 원년, 당나라 광종에게 보낸 국서에 신라를 '근화향(槿花鄕)'이라고 지칭하였다. 이 국서를 초안한 사람은 대문장가 최치원이고 《최문창후문집》(崔文昌候文集) 초안에 수록되어 있다.[6][7]
- 화랑의 원조인 국자랑은 머리에 꽂고 다녔다.[6][7]
- 당나라의 정사를 기록한 《구당서》(舊唐書)에는 한반도를 ‘근화향(槿花鄕, 무궁화의 나라 = 무궁화 원산지의 뜻)’이라고 불렀다.
- 고려의 예종도 고려를 '근화향'이라고 했다.[6][7]
- 조선시대의 《규원사화》(揆園史話)에는 ‘훈화(薰華, 향기 나는 꽃)’로 표현했다.
- 조선시대 장원급제자 머리에 꽂은 꽃도 무궁화였고 혼례 때 입는 활옷에 무궁화 수를 놓는 것은 다산과 풍요를 의미했다.
- '무궁화'로 불린 것은 조선시대 이후로, 그 이전에는 '목근(木槿)' 또는 '근화(槿花)', '순(舜)' 등으로 불렀다.(각주 6. 에는 고려시대로 되어 있다. 목근(木槿)의 북경식 발음과 無窮의 고려식 발음은 같은 것으로 본다.)
- 독립문 건축기념 행사 때 '무궁화 삼천리 화려강산...'이라는 말을 처음 사용한 것으로 알려져 있다.
- '무궁화'는 애국가의 후렴구에 등장할 정도로 한국을 대표하는 꽃으로 관습상 국화(國花)로 받아들여지고 있다. 대한민국 철도 중에서 가장 많이 편성되는 중형 등급의 열차로 무궁화호가 있다. 국가가 수여하는 훈장과 통신 위성에도 무궁화의 이름이 붙여졌다.
- 대한민국에서는 민간단체의 주도로 8월 8일을 무궁화의 날로 지정하여 기념하고 있다.

## 기타
- 무궁화의 꽃말은 무궁(다함이 없음)이다.
- 1966년 이후부터 발행된 대한민국의 1원 동전 앞면에는 무궁화가 그려져 있다.
- 무궁화의 영어 이름인 "샤론의 장미"(The Rose of Sharon)는 "이스라엘의 샤론 평원에 핀 아름다운 꽃"이라는 뜻을 담고 있다.
- 무궁화는 십자군이 시리아에서 유럽으로 옮겼다는 식물이다.

- 무궁화의 종소명(種小名)이 시리아쿠스(syriacus)로 학계에서는 원산지가 시리아라는 것에 대한 의문이 제기되고 있다. 학자마다 주장이 다르듯이 명확하지가 않다.

- 무궁화는 가지가 잘 꺾이지 않는 섬유질이어서 흔히 울타리로 사용한다.
- 한국에서는 불면증을 이겨내기 위해 무궁화를 차로 마셨는데, 그렇게 마시면 잠이 잘 온다.
- 무궁화의 즙은 무좀, 설사, 눈병, 생리 불순, 위장병 등의 여러 질환에 효과가 있다는 설이 있지만 현재는 무궁화의 성분 분석이 없는 상태이다.

## 같이 보기
- 부용
- 접시꽃
- 대한민국
- 무궁화호
- 무궁화 위성
- 무궁화대훈장
- 무궁화의 날

## 참고 자료
- 박상진, 《궁궐의 우리나무》, 눌와, 2001
- 산해경
- 중국고금지명대사전, 중화민국 20년판
- 중국고금지명대사전, 중화민국 71년판
- 중국정사조선전, 국사편찬위원회 1987년판